# Torre Tlatelolco
La torre di Tlatelolco è un edificio situato in Piazza delle tre culture a Città del Messico.
Questo grattacielo è alto 120 metri per un totale di 24 piani serviti da due gruppi di ascensori. La sua costruzione venne decisa nel 1957 e l'incarico venne dato all'architetto Pedro Ramírez Vázquez. I lavori iniziarono nel 1960 e vennero completati nel 1966.
Fino al 2005/2006 ospitò gli uffici principali della Segreteria degli Esteri del Governo del Messico. Nel 2006 è stata ceduta all'UNAM con l'appoggio dell'allora sindaco di Città del Messico Andrés Manuel López Obrador.
Dal 2007 è la sede del Centro Cultural Universitario Tlatelolco della Università nazionale autonoma del Messico che include una mostra sul movimento del 1968 in Messico  includendo il massacro di Tlatelolco, dove morirono per mano dell'esercito e della polizia centinaia di studenti e professori dell'UNAM e dove anche la giornalista fiorentina Oriana Fallaci venne gravemente ferita e inizialmente creduta morta.